# I Fell in Love with a Dead Boy
I Fell in Love with a Dead Boy è un EP del gruppo musicale Antony and the Johnsons, pubblicato nel 2001.

## Tracce
1. I Feel in Love with a Dead Boy (Antony Hegarty)
2. Mysteries of Love (Angelo Badalamenti, David Lynch)
3. Soft Black Stars (Current 93)